# Festival of Nations
Das Festival of Nations ist ein jährlich  in Lenzing an der Ager (Oberösterreich), stattfindendes internationales Filmfestival (Amateurfilm und Kurzfilm). Es wird vom Filmclub Attergau veranstaltet. Das Festival ist Mitglied im Forum österreichischer Filmfestivals (FÖFF), dem Dachverband von Filmfestivals in Österreich.

## Geschichte
Gegründet wurde das Festival bereits 1973 und fand zunächst in Kärnten statt. Ab 1989 wurde es im oberösterreichischen Ebensee ausgetragen und seit diesem Ortswechsel vom Festivaldirektor Erich Riess geleitet. Seit 2013 findet das Festival nicht mehr in Ebensee, sondern im unweit gelegenen Lenzing an der Ager nahe des Attersee unter der Leitung von Christian Gaigg statt.

## Teilnahmebedingungen
Zur Teilnahme berechtigt sind alle Filme, welche in den letzten zwei Jahren vor dem jeweiligen Festival in nichtkommerzieller Absicht produziert und bis zum alljährlichen Nennschluss ca. am 1. April eingereicht wurden. Filme dürfen nicht länger als 30 Minuten sein.

## Jury
Die Jury, welche nicht jedes Jahr von den gleichen Personen besetzt wird, lädt nach jeder Wertungsabgabe zu einer Diskussion mit den Filmautoren und dem Publikum ein. Diese für internationale Filmfestivals unübliche Miteinbeziehung aller Anwesenden bietet speziell Amateurfilmern eine gute Gelegenheit, professionelles Feedback zu ernten. Um diese Diskussionen zu ermöglichen, zeigt der Veranstalter bevorzugt jene Filme, deren Autoren oder Autorenvertreter ihre Anwesenheit beim Festival zugesagt haben. Musikvideos und besondere Gruppen von Filmen werden manchmal nicht von der Festivaljury, sondern mittels Stimmabgabe vom Publikum bewertet.

## Preise
- The Lenz
- Lenzing Award
- Best Upper Austrian Film Award
- UNICA Award

## Preisträger
- Manfred Pilsz, 1997 Sonderpreis „Bester Film des Bewerbs“ & Publikumspreis – „Im Auge des Zyklopen“[5]
- Michael Reisecker, 2011 Sonderpreis für den „innovativsten Film“ – Reiseckers Reisen